# جيري برايت
جيري برايت (بالإنجليزية: Jerry Bright)‏ هو عداء سريع أمريكي، ولد في 21 يوليو 1947.